# トキタビ
『トキタビ』とは、フジテレビ系列にて2023年10月7日から2024年3月30日まで放送されていた旅バラエティ番組。関東では、毎週土曜日 10:53 - 11:21（JST）に放送されていた。TOKIOの冠番組。

## 概要
『TOKIOカケル』最末期の企画「トキカケ慰安旅行」をベースにTOKIOとエンジェルちゃんが週末ののんびりとした時間を楽しんでいく旅バラエティ番組である。
開始から僅か半年で終了となり、これによって1997年10月開始の『ねばぎば!TOKIO』から『男女8人恋愛ツアー!TOKIOのな・り・ゆ・き!!』『メントレ→メントレG』『5LDK』『TOKIOカケル』を経て、当番組へと続いたフジテレビのTOKIOのレギュラー番組シリーズが約26年半で終了することになった。

## 出演
- TOKIO（城島茂・国分太一・松岡昌宏）
- エンジェルちゃん（大島美幸（森三中）・ハリセンボン）

## 放送リスト
| 回 | 放送日時（関東） | 放送内容                                                   |
| -- | ---------------- | ---------------------------------------------------------- |
| 1  | 2023年 10月7日   | 本気で人生ゲームをやりた〜い！                             |
| 2  | 10月14日         | 本気で人生ゲームをやりた〜い！                             |
| 3  | 10月21日         | 自分の名前を美しく書きた〜い！                             |
| 4  | 10月28日         | お台場の美味しいお店で食べた〜い！                         |
| 5  | 11月4日          | パート分けしてみんなで合唱がした〜い！                     |
| 6  | 11月11日         | お肌をプルンプルンにした〜い！                             |
| 7  | 11月25日         | もんじゃの土手の作り方を教えてほしい！                     |
| 8  | 12月2日          | 私服ジャケットに合う帽子を探してほしい！                   |
| 9  | 12月9日          | みんなで電動キックボードに乗りたい！                       |
| 10 | 12月16日         | みんなでシェアして私にアルゼンチン料理を食べさせてほしい！ |
| 11 | 12月22日         | パート分けしてみんなで合唱がした〜い！                     |
| 12 | 2024年 1月6日    | 本気で人生ゲームをやってみたい！ 第2弾                     |
| 13 | 1月13日          | 本気で人生ゲームをやってみたい！ 第2弾                     |
| 14 | 1月20日          | 夕日を見ながら浜焼きがしたい！                             |
| 15 | 1月27日          | 大人の手土産選手権をしたい！                               |
| 16 | 2月3日           | 大人の手土産選手権をしたい！                               |
| 17 | 2月10日          | 手品を覚えて発表回がしたい！！                             |
| 18 | 2月24日          | 大人のお店で川柳を詠みながら美味しい料理を食べたい！       |
| 19 | 3月2日           | 本気で太極拳をやってみたい！                               |
| 20 | 3月9日           | トキタビメンバーでモルックがしたい！                       |
| 21 | 3月15日          | ホットプレートで美味しいものを作りたい！                   |
| 22 | 3月23日          | マイハーブティーを作りたい！                               |
| 23 | 3月30日          | みんなで貝料理を堪能したい！                               |

## 放送・配信
| 放送期間                      | 放送時間                     | 放送局             | 対象地域       | 備考   |
| ----------------------------- | ---------------------------- | ------------------ | -------------- | ------ |
| 2023年10月7日 - 2024年3月30日 | 土曜 10:53 - 11:21           | フジテレビ         | 関東広域圏     | 制作局 |
|                               |                              | さんいん中央テレビ | 島根県・鳥取県 |        |
| 2023年10月14日 -              | 土曜 10:25 - 10:55           | 東海テレビ         | 中京広域圏     |        |
| 2023年10月18日 -              | 水曜 0:25 - 0:55（火曜深夜） | さくらんぼテレビ   | 山形県         |        |
| 2023年10月20日 -              | 金曜 0:25 - 0:55（木曜深夜） | テレビ静岡         | 静岡県         |        |
|                               |                              | 福井テレビ         | 福井県         |        |
|                               |                              | 鹿児島テレビ       | 鹿児島県       |        |
|                               | 金曜 0:35 - 1:05（木曜深夜） | テレビ愛媛         | 愛媛県         |        |
| 2023年10月21日 -              | 土曜 0:55 - 1:25（金曜深夜） | 福島テレビ         | 福島県         |        |
|                               | 土曜 2:00 - 2:30（金曜深夜） | NST新潟総合テレビ  | 新潟県         |        |
|                               | 土曜 9:55 - 10:25            | テレビ大分         | 大分県         |        |
| 2023年10月23日 -              | 月曜 0:30 - 1:00（日曜深夜） | 岩手めんこいテレビ | 岩手県         |        |
|                               |                              | 長野放送           | 長野県         |        |
| 2023年10月25日 -              | 水曜 0:25 - 0:55（火曜深夜） | 北海道文化放送     | 北海道         |        |
| 2023年10月27日 -              | 金曜 0:25 - 0:55（木曜深夜） | テレビ西日本       | 福岡県         |        |
| 2023年10月28日 -              | 土曜 10:25 - 10:55           | 富山テレビ         | 富山県         |        |
|                               | 土曜 16:30 - 17:00           | 岡山放送           | 岡山県・香川県 |        |
| 2023年11月13日 -              | 月曜 0:30 - 1:00（日曜深夜） | テレビ新広島       | 広島県         |        |

### ネット配信
見逃し配信はフジテレビの放送日時基準。
- FOD - 放送終了後全話配信
- TVer - 放送終了後1週間配信

## スタッフ
- 演出／加藤智章（フジテレビ）
- ディレクター／夫馬教行、秋山将慶、犬飼義啓、奥野祐士
- 構成／渡辺健久、酒井健作、鹿谷忠弘
- ナレーション／佐々木恭子（フジテレビアナウンサー）
- CAM／才沢誠二、浦谷清顕
- VE／美斎津友洋
- CA／川村悠斗
- 美術プロデューサー／楫野淳司
- メイク／藤田真央
- スタイリスト／九
- アートディレクター／邨山直也（フジテレビ）
- ロゴデザイン／岩田祐一
- 編集／井上三郎、渡邉茂樹、西村公希、大崎健太
- MA／水野学、石塚翔子
- 音響効果／大貫孝輔
- TK／石井成子
- デスク／瀬川桃花
- 広報／深田梨沙（フジテレビ）
- 美術協力／フジアール
- 技術協力／エスパシオ、IMAGICA Lab.
- 制作協力／D:COMPLEX、SPIN GLASS
- 制作統括／太田一平（フジテレビ）
- 制作進行／勝又郁乃
- プロデューサー／鈴木浩史、安部公代（SPIN GLASS）、竹岡直弘（フジテレビ）
- チーフプロデューサー／清水泰貴（フジテレビ）
- 制作／フジテレビ編成制作局制作センター第二制作室
- 制作著作／フジテレビ